# 马克斯·马林科
马克斯·马林科（1916年—1975年），南斯拉夫、捷克斯洛伐克、加拿大男子乒乓球运动员。他曾经在世界乒乓球锦标赛上获得2枚金牌和2枚银牌。